# Hamish Carter
Hamish Carter (Auckland, 28 aprile 1971) è un triatleta neozelandese.

## Palmarès
- Olimpiadi
  - Atene 2004: oro
- Campionati del mondo di triathlon
  - Losanna 2006: argento
  - Perth 1997: argento
  - Manchester 1993: bronzo
- Giochi del Commonwealth
  - Manchester 2002: bronzo
- Coppa del mondo di triathlon - 1998